# Gmina Stare Bogaczowice
Die Gmina Stare Bogaczowice ist eine Landgemeinde im Powiat Wałbrzyski der Woiwodschaft Niederschlesien in Polen. Ihr Sitz ist der gleichnamige Ort (deutsch Altreichenau) mit etwa 1280 Einwohnern.

## Geographie

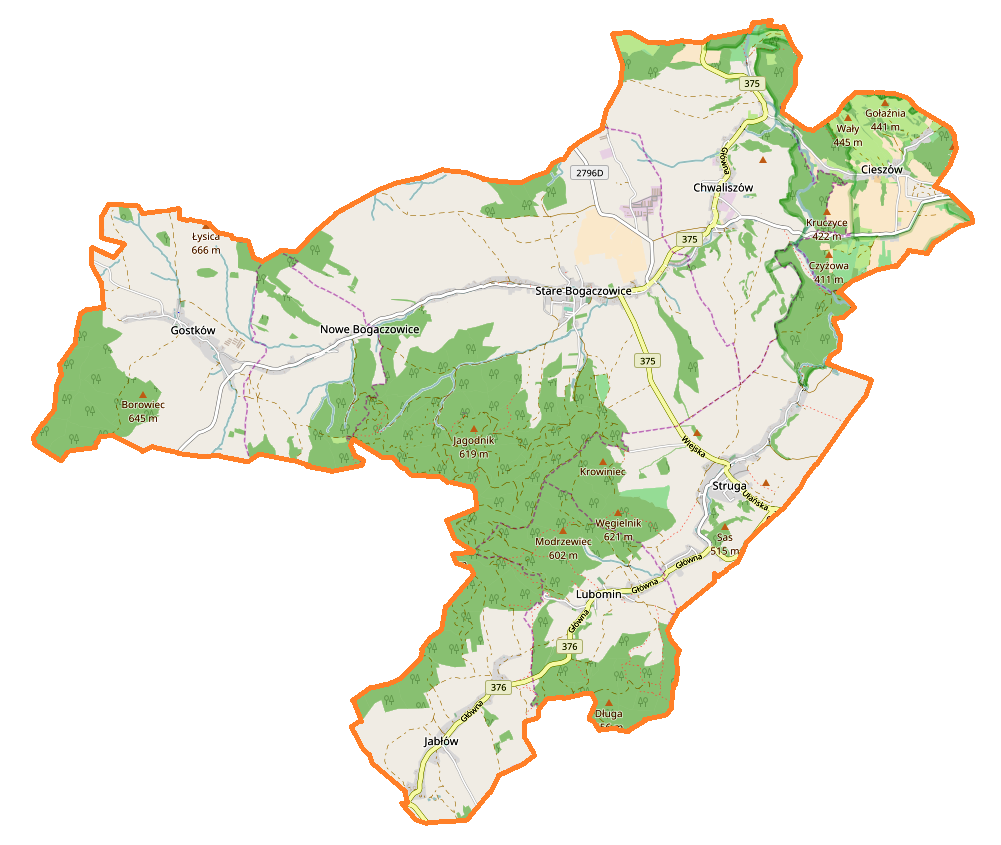
Karte der Gemeinde

Die Gemeinde liegt im Süden der Woiwodschaft. Breslau liegt etwa 50 Kilometer nordöstlich. Nachbargemeinden sind Bolków sowie Dobromierz im Norden, Świebodzice im Nordosten, Szczawno-Zdrój sowie die Kreisstadt Wałbrzych (Waldenburg) im Südosten, Boguszów-Gorce im Süden, Czarny Bór im Südwesten und Marciszów im Westen.
Die Gemeinde liegt im Waldenburger Bergland (Góry Wałbrzyskie). Höchste Erhebung auf Gemeindegebiet ist die Łysica (Kahlberg) mit 666 m n.p.m. Höhe. Zu den Fließgewässern gehören eine Vielzahl kleinerer Bäche.

## Geschichte
Die Landgemeinde wurde 1973 aus Gromadas wieder gebildet. Ihr Gebiet kam 1975 von der Woiwodschaft Breslau zur Woiwodschaft Wałbrzych, der Powiat wurde aufgelöst. Zum 1. Januar 1999 kam die Gemeinde zur Woiwodschaft Niederschlesien und zum wiedererrichteten Powiat Wałbrzyski.

## Gliederung
Die Landgemeinde (gmina wiejska) Stare Bogaczowice besteht aus acht Dörfern mit einem Schulzenamt (sołectwo; – Einwohnerzahlen ohne Datumsangabe; deutsche Namen, amtlich bis 1945).
- Cieszów (Fröhlichsdorf) – 269
- Chwaliszów (Quolsdorf) – 472
- Gostków (Gießmannsdorf) – 378
- Jabłów (Gaablau) – 386
- Lubomin (Liebersdorf) – 342
- Nowe Bogaczowice (Neureichenau) – 157
- Stare Bogaczowice (Altreichenau) – 1282
- Struga (Adelsbach) – 854

## Verkehr
Die Woiwodschaftsstraße DW375 führt von Dobromierz (Friedeberg) über Stare Bogaczowice und Szczawno-Zdrój (Bad Salzbrunn) in die Kreisstadt Wałbrzych (Waldenburg). Die abzweigende DW376 führt ebenfalls nach Wałbrzych. Der nächste internationale Flughafen ist Breslau.